# Deutsche Orient-Gesellschaft
La Deutsche Orient-Gesellschaft (DOG) (en français : Société allemande d'Orient) est une association dont le siège est situé à Berlin (Allemagne).

## Histoire
Fondée en janvier 1898, la DOG a alors pour but de susciter l'intérêt du public allemand pour les antiquités orientales et l'assyriologie et de promouvoir la recherche archéologique en ce domaine. Sa création est liée à l'intérêt croissant des scientifiques européens du XIXe siècle pour l'archéologie, notamment la redécouverte du Moyen-Orient. Outre l'intérêt personnel de l'empereur Guillaume II pour les antiquités orientales, cette association doit son essor à des membres influents et riches de la haute société allemande, notamment l'entrepreneur allemand Henri James Simon ou le banquier Franz von Mendelssohn. Ils participent ainsi à financer des fouilles sur les terres moyen-orientales. À partir de 1901, l'Empire subventionne ces fouilles, ce qui permet alors d'amener des pièces dans les musées de la capitale allemande. Ces travaux sont également facilités par la bonne entente entre l'Empire allemand et l'Empire ottoman.
La DOG est globalement inactive pendant les deux guerres mondiales, et est à nouveau active à partir de 1947. Son centenaire est fêté au musée de Pergame de Berlin, en 1998.

## Fouilles
La DOG entreprend des fouilles dans les ruines de Babylone, entre 1899 et 1917 ; les travaux sont supervisés par Robert Koldewey et mettent au jour la porte d'Ishtar, les palais de Nabuchodonosor, et pour certains les jardins suspendus de Babylone et la Tour de Babel. Ludwig Borchardt conduit des fouilles en Égypte en 1902, dans l'ancienne nécropole d'Abousir, puis, de 1911 à 1914, sur les ruines de Tell el-Amarna, où le célèbre buste de Néfertiti, aujourd'hui entreposé à l'Ägyptisches Museum de Berlin, a été découvert, parmi d'autres sculpture de l'artiste Thoutmôsis. Walter Andrae mène lui des fouilles pour la DOG dans l'ancienne capitale assyrienne d'Assur, de 1903 à 1914, et Hugo Winckler à Boğazköy, dans l'actuelle Turquie, de 1906 à 1911 : il découvre l'antique capitale de l'Empire hittite, Hattusha. D'autres fouilles, avant la Première Guerre mondiale ont également sur les sites du Croissant fertile - en Mésopotamie, en Turquie, en Palestine et en Égypte - y compris y Megiddo, Capharnaüm, Borsippa, Hatra, Jéricho, Kar-Tukulti-Ninurta et Uruk. Les résultats des fouilles sont publiés dès 1901 dans la série Wissenschaftiche Veröffentlichungen der Deutschen Orient-Gesellschaft. Cependant, l'arrivée d'Hitler au pouvoir en 1933 entraîne le départ d'une partie des contributeurs puis la guerre amenuise, sinon fait disparaître, l'essentiel des fouilles archéologiques de la DOG.
Après son rétablissement en 1947 sous la présidence d'Andrae, l'activité reprend, avec notamment des fouilles à Habuba Kabira entre 1969 à 1975, à Munbāqa (aussi nommé Ekalte (Mumbaqat)), en 1969, près de Boğazköy de 1996 à 1999, à Kuşaklı/Sarissa en 1995, à Tell Mozan/Urkesh en 1998, et à Qatna en 1999. La DOG publie deux revues annuelles : Mitteilungen der Deutschen Orient-Gesellschaft (MDOG) et Alter Orient aktuell.

## Sources
- (en) Cet article est partiellement ou en totalité issu de l’article de Wikipédia en anglais intitulé « Deutsche Orient-Gesellschaft » (voir la liste des auteurs).
- (en) V. Fritz, « Deutsche Orient-Gesellschaft », dans E. M. Meyers (dir.), Oxford Encyclopaedia of Archaeology in the Ancient Near East, volume 2, Oxford et New York, 1997, p. 146-147